# Nailhac
Nailhac (okzitanisch: Nalhac) ist eine französische Gemeinde mit 292 Einwohnern (Stand: 1. Januar 2022) im Département Dordogne in der Region Nouvelle-Aquitaine (vor 2016 Aquitaine). Sie gehört zum Arrondissement Sarlat-la-Canéda (bis 2017: Arrondissement Périgueux) und zum Kanton Le Haut-Périgord noir. Die Bewohner nennen sich Nailhacois und Nailhacoises.

## Geografie
Nailhac liegt etwa 29 Kilometer ostnordöstlich von Périgueux. 
Nachbargemeinden sind Hautefort im Norden, Badefols-d’Ans im Osten, Châtres im Südosten, La Chapelle-Saint-Jean im Süden, Saint-Rabier im Süden und Südwesten sowie Granges-d’Ans im Westen. 

## Bevölkerungsentwicklung
| Jahr                       | 1962 | 1968 | 1975 | 1982 | 1990 | 1999 | 2006 | 2019 |
| -------------------------- | ---- | ---- | ---- | ---- | ---- | ---- | ---- | ---- |
| Einwohner                  | 487  | 429  | 378  | 345  | 299  | 281  | 274  | 308  |
| Quellen: Cassini und INSEE |      |      |      |      |      |      |      |      |

## Sehenswürdigkeiten
- Kirche L’Invention-de-Saint-Étienne

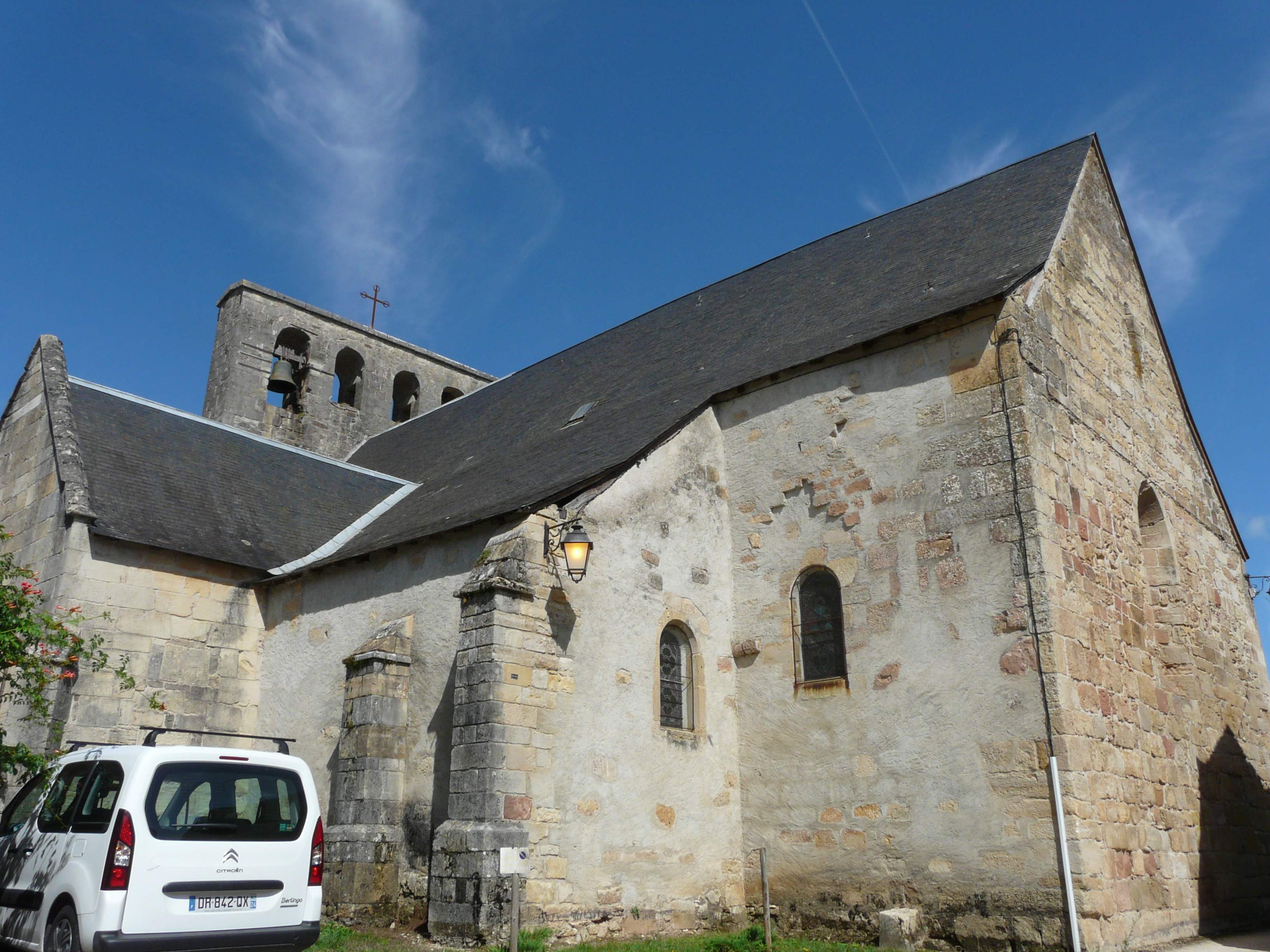
Kirche L’Invention-de-Saint-Étienne

## Gemeindepartnerschaft
Mit der belgischen Gemeinde Ans in der Provinz Liège (Wallonien) besteht eine Partnerschaft.